# Kościół św. Barbary w Karsku
Kościół św. Barbary w Karsku – katolicki kościół filialny zlokalizowany we wsi Karsk w gminie Nowogard, w powiecie goleniowskim (województwo zachodniopomorskie). Jest filią parafii Wniebowzięcia Najświętszej Maryi Panny w Nowogardzie.

## Historia i architektura
Wzniesiony w 1846 roku kościół jest budowlą neoromańską, jednonawową. Sytuowany jest na planie prostokąta. Murowany z kamienia łupanego, granitu i cegły, narożniki wykonane są z kamienia ciosanego. Nakryty jest dwuspadowym dachem z dachówki karpiówki. Od zachodniej strony posiada dwukondygnacyjną drewnianą wieżę, zwieńczoną spiczastym hełmem. Okna zakończone są półokrągłymi łukami.
Wnętrze kościoła nakrywa strop sufitowy. Podłoga kryta jest ceramiczną posadzką. Nad wejściem znajduje się drewniana empora utrzymana w klasycyzującym stylu. Ołtarz przerobiony z wcześniejszego ołtarza ambonowego, w jego wnęce znajduje się obraz Chrystusa modlącego się w Ogrójcu. Przy portalu wejściowym od strony zachodniej ustawiona jest granitowa romańska chrzcielnica. Teren kościoła otacza dawny cmentarz, z częściowo zachowanym ogrodzeniem.
Po zakończeniu II wojny światowej kościół został poświęcony jako świątynia katolicka w dniu 4 grudnia 1946 roku przez księdza Bogdana Szczepanowskiego TChr.